# Lilla Grundvattnet, Dalsland
Lilla Grundvattnet är en sjö i Dals-Eds kommun i Dalsland och ingår i Göta älvs huvudavrinningsområde.